# Antiguo Jardín Botánico de Hamburgo

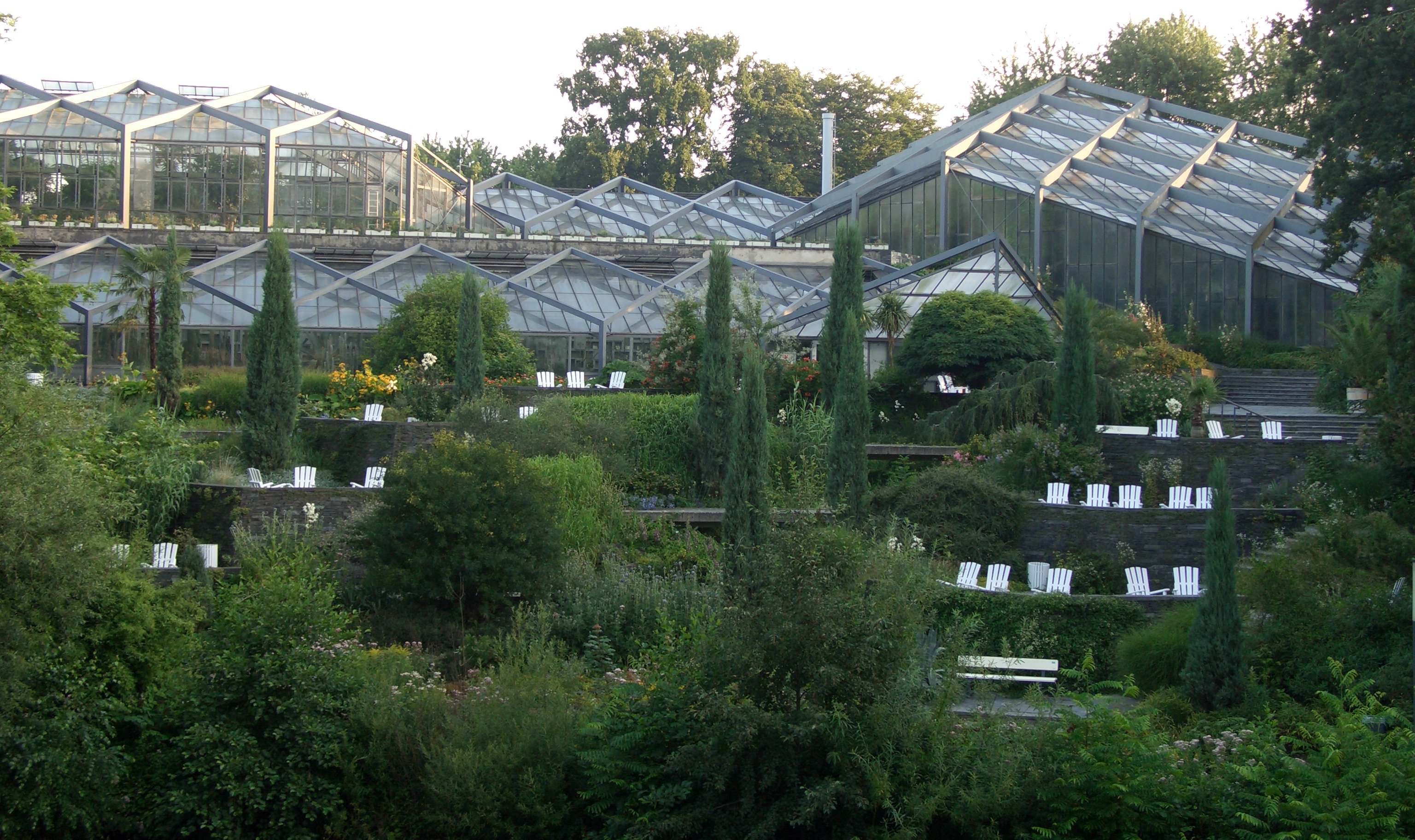
Invernaderos del Alter Botanischer Garten Hamburg, diseñados por el arquitecto Hermkes Bernhard.

El Antiguo Jardín Botánico de Hamburgo en alemán Alter Botanischer Garten Hamburg, también conocido como Schaugewächshaus o el Tropengewächshäuser, es un jardín botánico que consta primordialmente del complejo de invernaderos ubicados en el parque de Hamburgo Planten un Blomen, Alemania. Su código de reconocimiento internacional como institución botánica así como sus siglas del herbario es HBG.

## Localización
Biozentrum Klein Flottbek und Botanischer Garten, 
Botanischer Garten, Hesten 10, D-22609 Hamburg-Hamburgo, Deutschland-Alemania.53°33′40″N 9°59′0″E / 53.56111, 9.98333

Se encuentra abierto a diario y la entrada es gratuita..

## Historia
El jardín está situado en el lugar que ocupaba el antiguo jardín botánico de Hamburgo junto a las murallas de la ciudad, establecido en 1821 por el profesor Johann Georg Christian Lehmann (1792-1860). Su alpinum fue establecido en 1903; la mayoría de las plantas fueron trasladadas posteriormente al nuevo Jardín Botánico de Hamburgo en 1979. 
Las plantaciones de hierbas y plantas medicinales se disponen  alrededor del antiguo foso de la muralla. 
Actualmente el jardín botánico consiste primordialmente, en cinco invernaderos interconectados, con una superficie total de 2,800 m², construidos entre 1962 y 1963 por el arquitecto Hermkes Bernhard (1903-1995).

## Colecciones
Este jardín botánico alberga unas 22 accesiones, con 10 taxones en cultivo. Son de destacar su complejo de invernaderos :

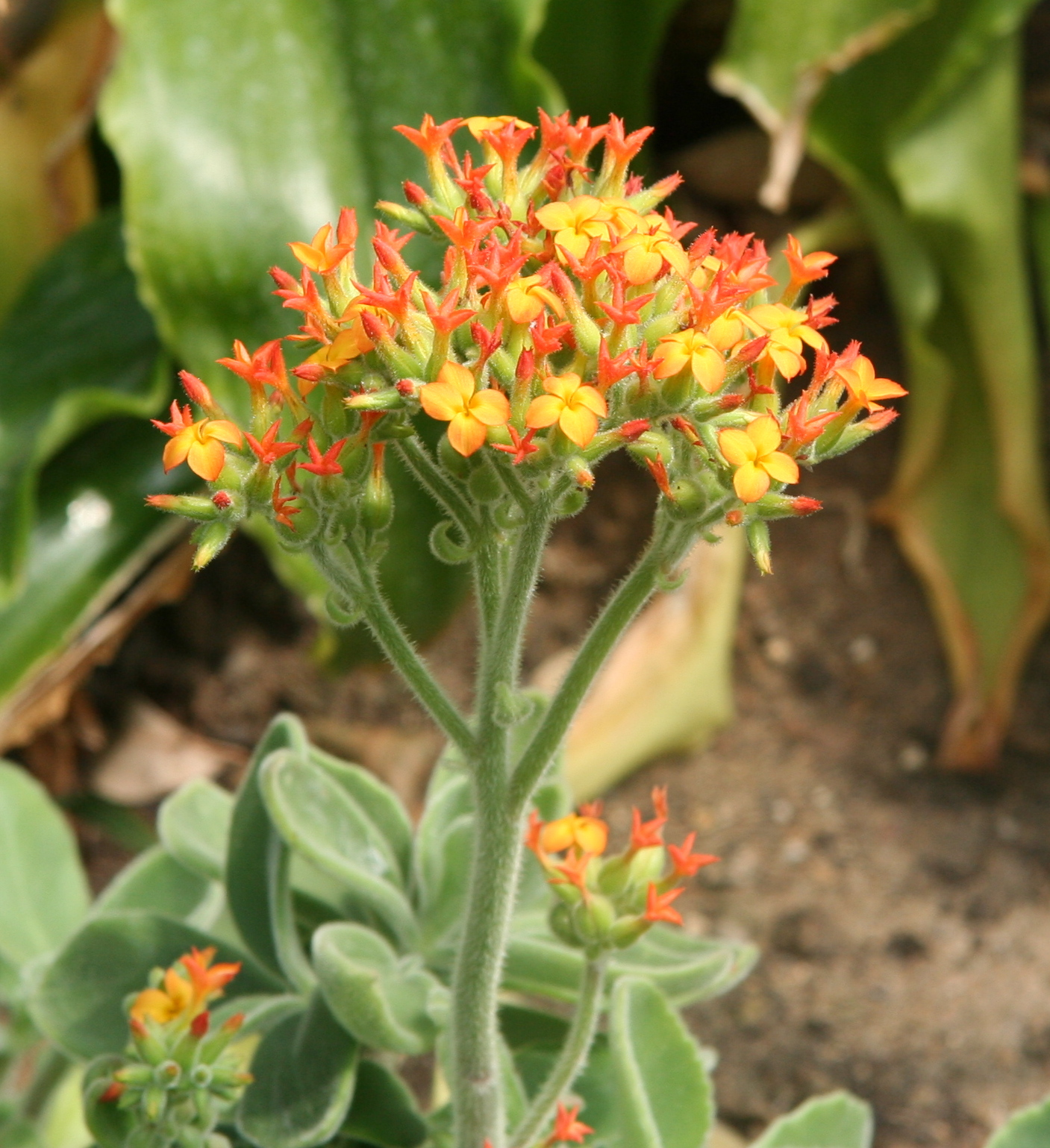
Kalanchoe zimbabwensis, en el Alter Botanischer Garten Hamburg.

- Schaugewächshaus (Invernadero de exhibición) - con un enfoque en la región subtropical del Mediterráneo y en las islas Canarias, África del Sur, y en las zonas esclerófilas de  California y sur de Chile, alberga árboles como el  laurel y olivo, varias coníferas tales como  Araucaria, Palmeras, Eucaliptos, y helechos arborescentes.
- Farnhaus (Casa de los helechos)- Colección de helechos.
- Palmfarnhhaus ( Casa de la palmera )-  plantas maduras descritas  en 1834 por el Profesor Johann Georg Christian Lehmann (1792-1860).
- Casa de las Suculentas - plantas suculentas procedentes de regiones secas del planeta, particularmente de los semi-desiertos de África y América.
- Casa Tropical - con una extensión de 800 m², altura máxima de 13 meteros, contiene plantas tropicales procedentes de todo el mundo, con un enfoque en las plantas de Suramérica y en las plantas de cultivos tropicales.

El jardín botánico contiene colecciones especiales de Aizoaceae (30,000 accesiones representando unas 1,500 especies), Orchidaceae (con unas 2,500 accesiones), Bambusoideae, Begoniaceae, Bromeliaceae, Cycadaceae, Masdevallia, Piperaceae, y Zingiberaceae.